# قلعة رشكان
قلعة رشكان هي قلعة تاريخية تعود إلى الإمبراطورية الفرثية، وتقع في مقاطعة الري.

## معرض الصور

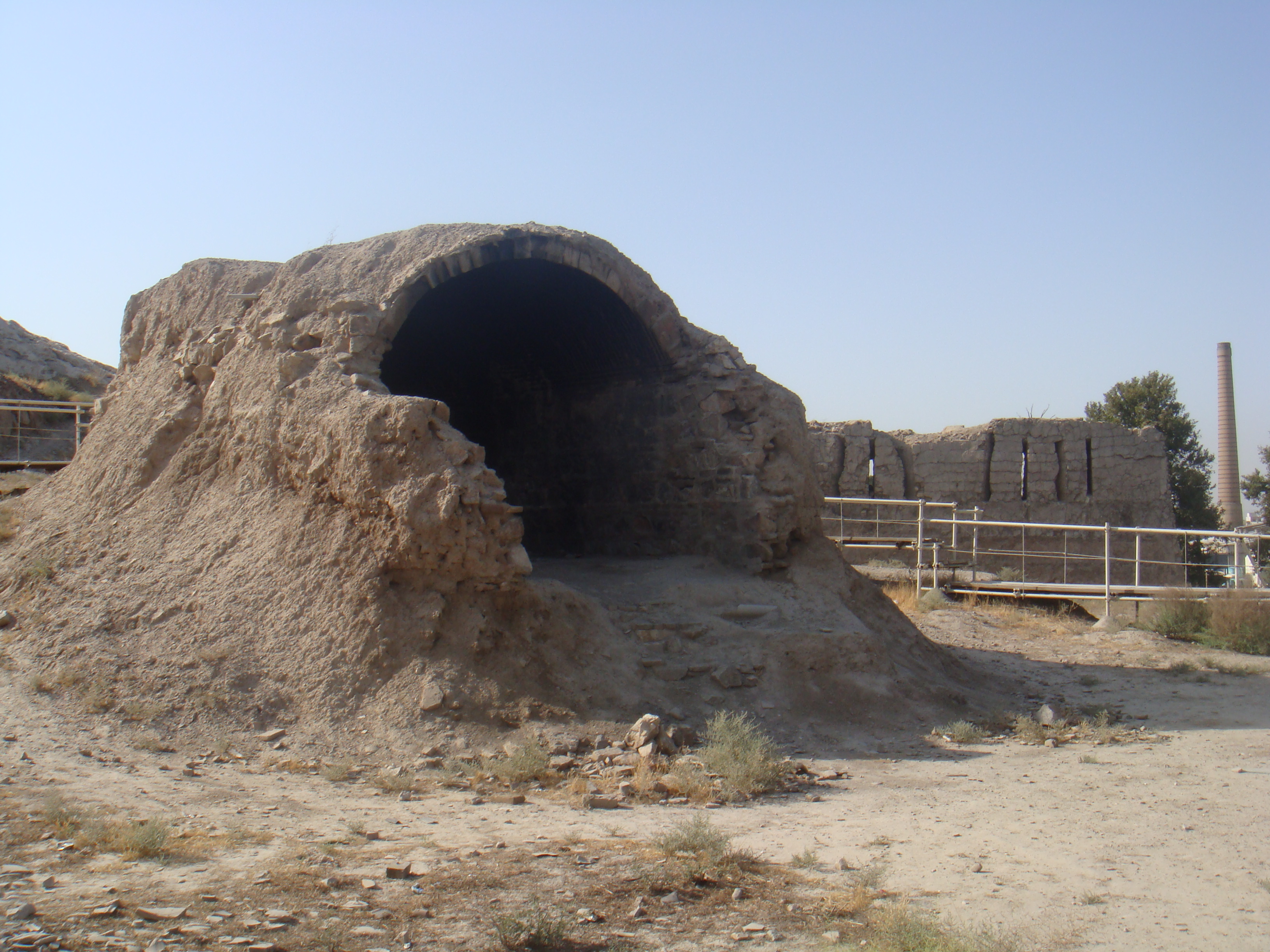
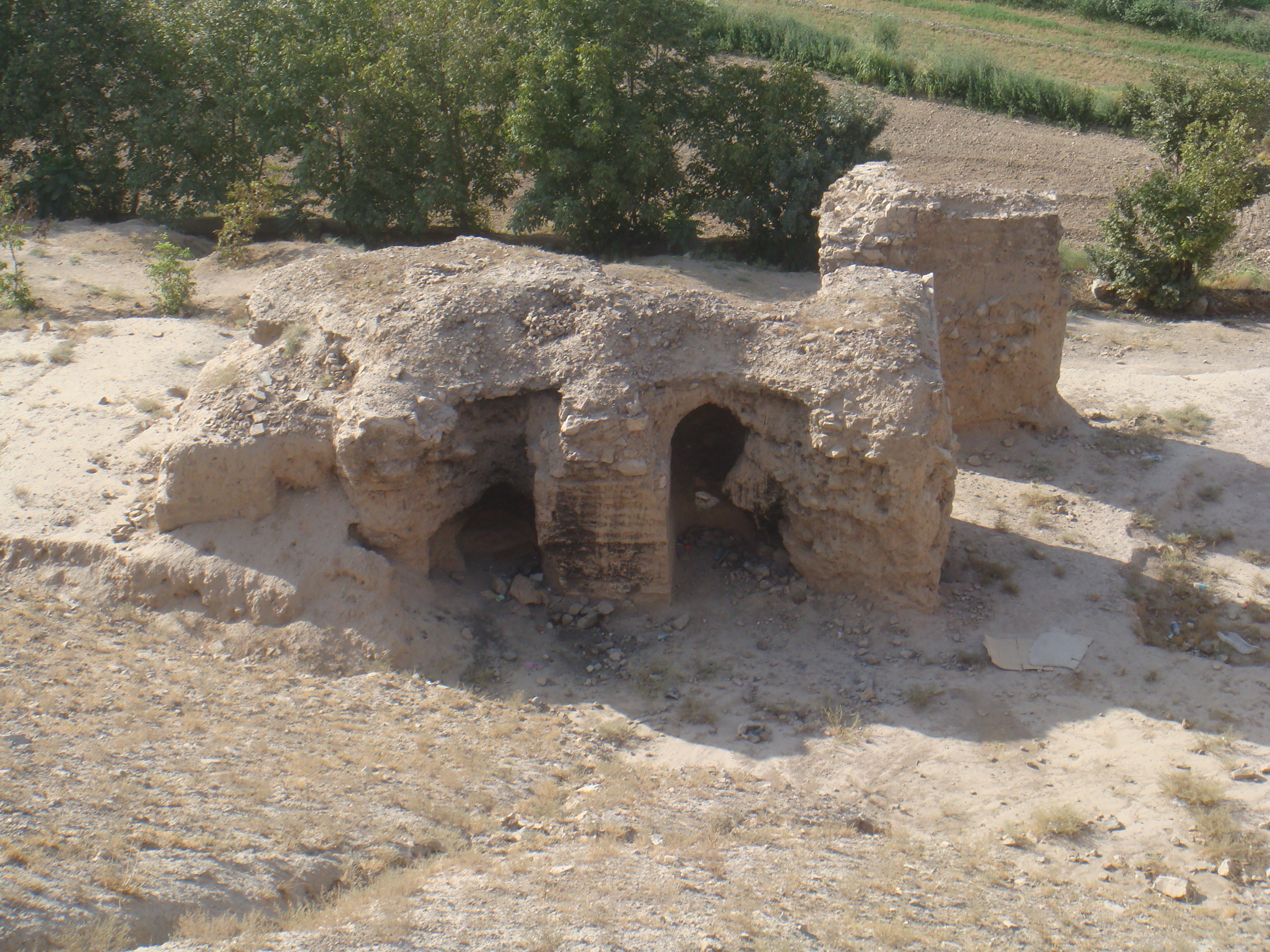
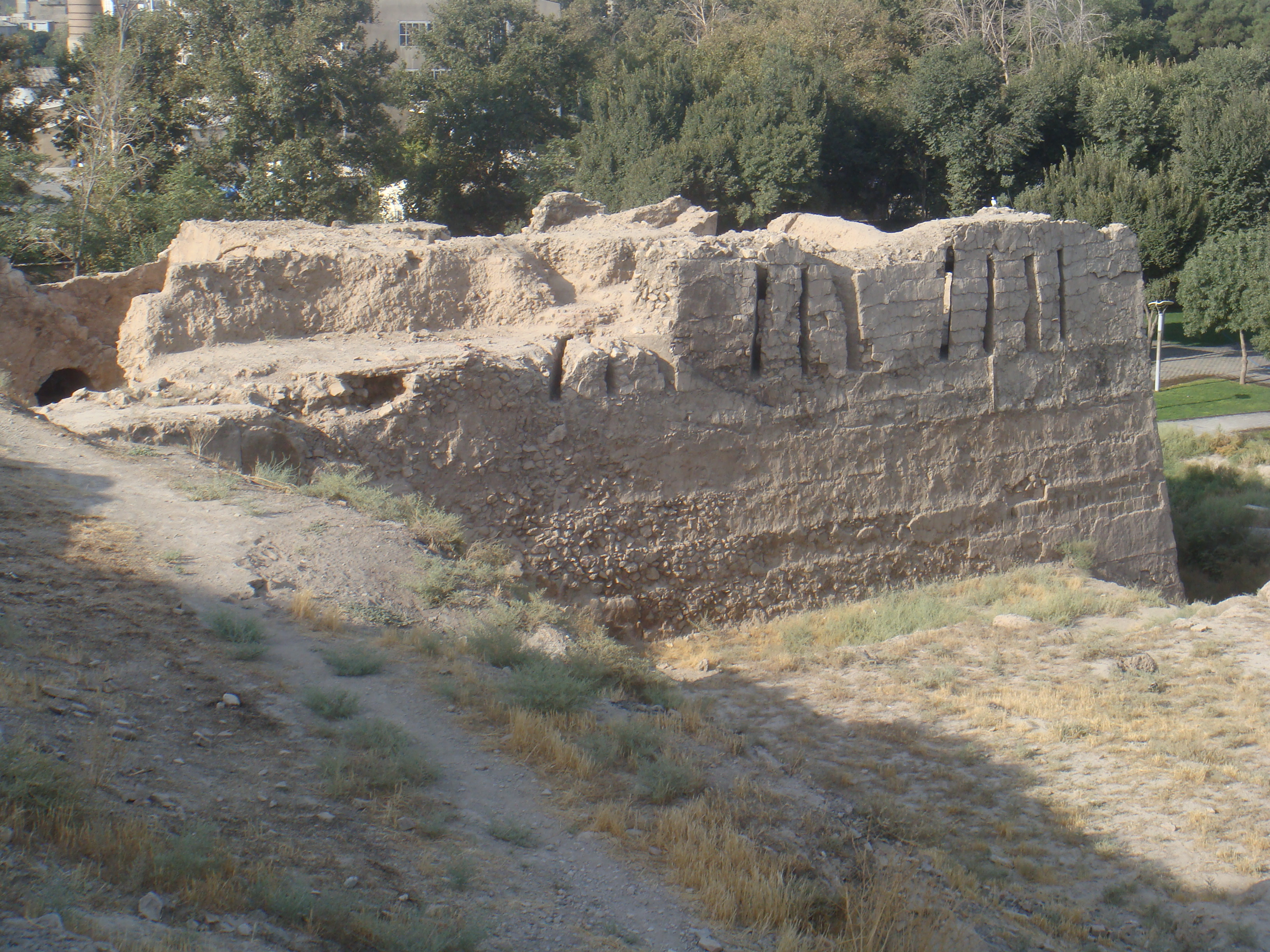
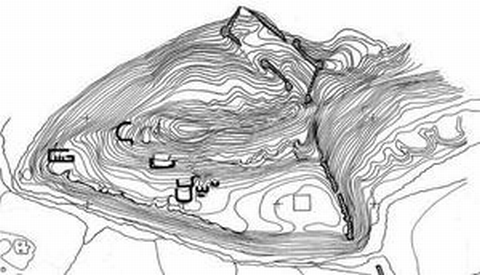